# Фасилітатор (професія)

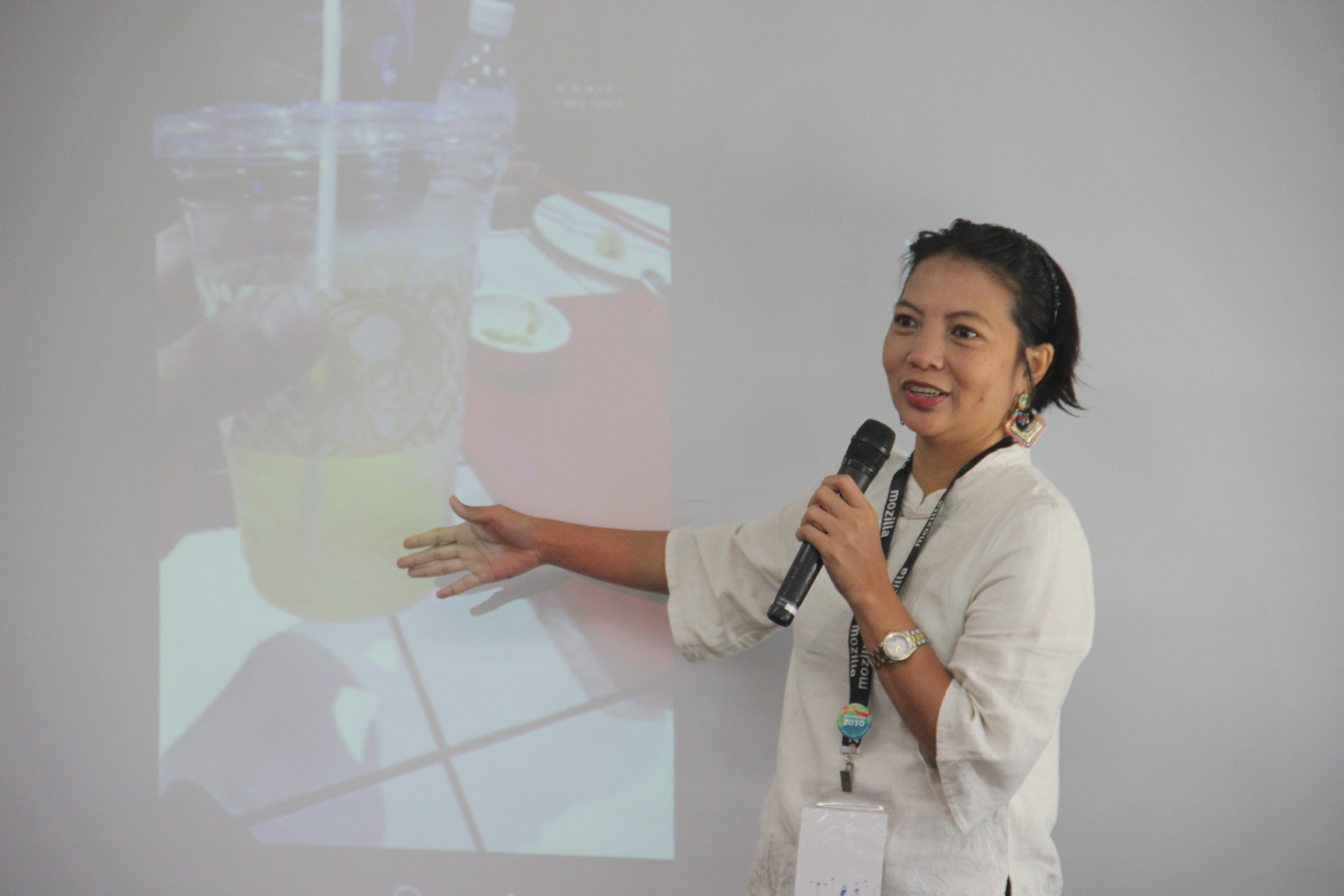
Фасилітатор, яка веде дискусію під час конференції.

Фасилітатор — це особа, яка допомагає групі людей ефективніше працювати разом, розуміти спільні цілі та планувати, як досягти цих цілей під час зустрічей чи дискусій. Організовуючи цей процес ведучий залишається «нейтральним», тобто не займає певної позиції в обговоренні . Завдяки деяким інструментам дій фасилітатори намагатимуться допомогти соціальній групі досягти консенсусу з будь-яких розбіжностей, які існували раніше або виникають під час зустрічі, щоб мати міцну основу для подальших дій.

## Визначення
Існує кілька визначень поняття «фасилітатор»:
- «Особа, яка сприяє групам людей та цілим організаціям працювати ефективніше; співпрацювати та досягати синергії . Він або вона є „нейтральною за змістом“ стороною, яка, не приймаючи жодної позиції, не висловлюючи та не відстоюючи свою точку зору під час зустрічі, може виступати за справедливі, відкриті та інклюзивні процедури для виконання роботи групи», — Майкл Дойл[2]
- «Той, хто структурує процес обговорення та сприяє взаємодії учасників, щоб група могла ефективно співпрацювати та приймати високоефективні рішення. Помічник та активатор, чия мета полягає в підтримці інших для досягнення ними своїх цілей». — І. Бенс[3].
- «Робота фасилітатора полягає в тому, щоб підтримувати кожного в тому, щоб він якнайкраще думав і практикувався . Для цього фасилітатор заохочує повну участь, сприяє взаєморозумінню та виховує спільну відповідальність. Підтримуючи кожного в тому, щоб думати якнайкраще, фасилітатор дає змогу членам групи шукати інклюзивні рішення та будувати стійкі угоди» — Канер та інші[4].

## Авторитет
Концепція авторитету (фасилітатора) може мати декілька тлумачень. Джон Херон виокремлює три варіанти позицій фасилітатора, які він використовує спочатку в освітньому контексті:
- Повноваження тьютора — на основі повноважень, компетентностей та навичок тьютора / фасилітатора. Наприклад, доктор філософії чи навіть професор за фахом, запрошений для проведення зустрічі, отримає повноваження опікуна завдяки своїм знанням і статусу його вченого звання / наукового ступеня.
- Політична влада — передбачає прийняття рішень[5] щодо цілей, програми, методів, ресурсів та оцінки навчання. Особливо це проявляється в аспекті планування.
- Харизматичний авторитет — вплив присутністю, стилем і манерою. Це проявляється, зокрема, через стиль поведінки фасилітатора, його характеру та ролі.

## Типи

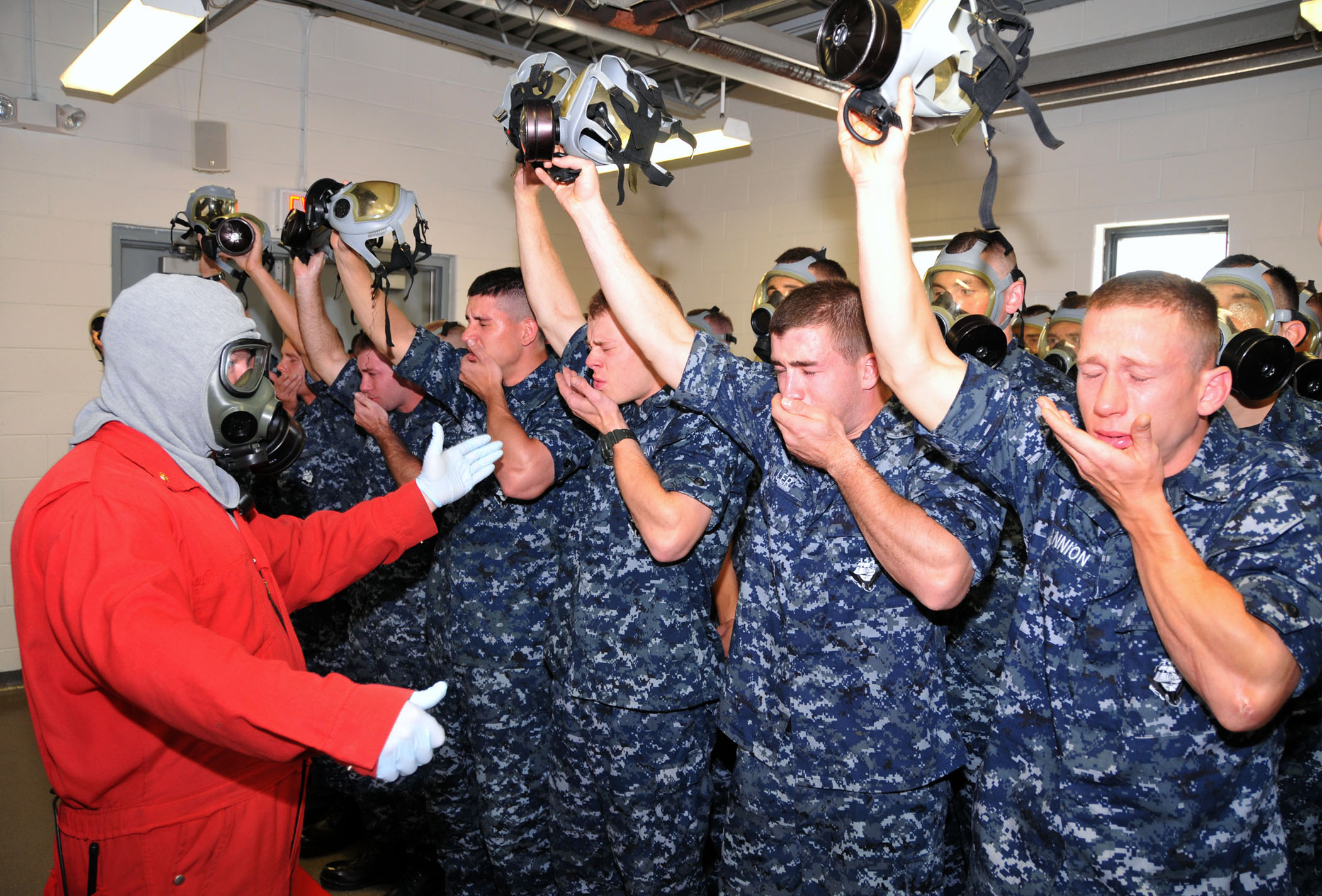
Координатор навчання ВМС США в дії.

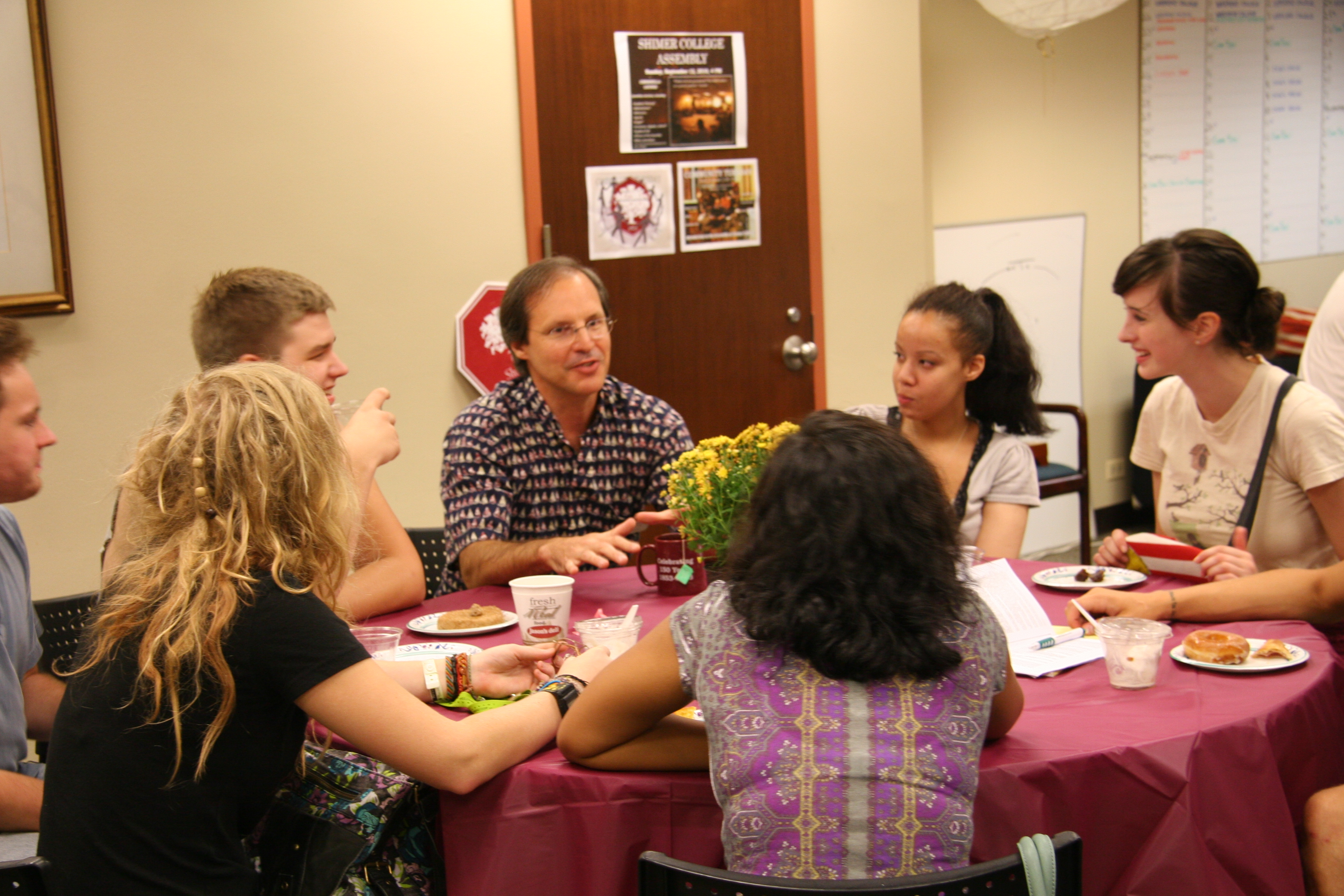
Фасилітатор Shimer College розмовляє зі студентами.

### Фасилітатори бізнесу
Фасилітатори, що працюють із бізнесменами також можуть працювати з різними іншими соціальними групами та спільнотами. Основним принципом фасилітації в такому випадку стає те, що фасилітатор не буде вести групу до конкретного варіанта вирішення ситуації, який вони вважають найкращим, навіть якщо вони вже мають власну думку щодо теми фасилітації. Роль фасилітатора полягає в тому, щоб полегшити групі прийти до визначення власної позиції, рішення чи результату.
Це може призвести до організаційного конфлікту між ієрархічним управлінням і теоріями та практикою розширення повноважень і можливостей. Фасилітаторам часто доводиться орієнтуватися між ними, особливо якщо озвучуються учасниками обговорення заяви про розширення повноважень, але вони не підтверджуються організаційною поведінкою.

### Фасилітатори вирішення конфліктів
Фасилітатори вирішення конфліктів залучаються до процесу примирення співробітників чи груп, як під час, так і після конфлікту . Вони підтримують конструктивний і демократичний діалог між групами з різними і зазвичай діаметрально протилежними позиціями. Фасилітатори з вирішення конфліктів повинні бути неупередженими до конфліктуючих груп (або товариств) і повинні дотримуватися правил демократичного діалогу. Вони не можуть ставати на бік або висловлювати особисту думку. Їх роль полягає в тому, щоб підтримати групи у виробленні спільного бачення майбутнього, навчитися слухати один одного, розуміти й цінувати почуття, досвід і позицію протилежної сторони.

### Освітні фасилітатори
Педагоги в діалоговому навчанні та інших підходах до особистісно орієнтованого навчання часто виступають в ролі фасилітаторів. Відповідно до загальноприйнятого визначення, педагогічний фасилітатор має такий же рівень знань як про освіту, так і про предмет, як і вчитель, але працює з метою, щоб учні взяли на себе якомога більше відповідальності за власне навчання. Наприклад, викладачів коледжу Шимер часто називають фасилітаторами через їхню роль у стимулюванні навчання, сприяючи обговоренню тексту серед студентів, а не інструктуючи студентів безпосередньо. Під час викладання мови вчителі можуть перейти до ролі фасилітатора, щоб підвищити відповідальність студентів за процес навчання.  Ефективна фасилітація вимагає самоконтролю та пильної уваги до деталей взаємодії, а також до змісту матеріалу. 

### Фасилітатори малих груп
Фасилітатори можуть допомогти учасникам малих і середніх груп опрацювати порядок денний зустрічі. Фасилітатора часто призначають замість управлінця, як це було раніше. Разом з іншими посадовими особами фасилітатор призначається на щорічних загальних зборах групи, щоб виконувати цю роль на наступний рік. Зазвичай таку модель приймають молитовні групи, колективи, де працюють лише чоловіки, письменницькі спілки та інші громадські організації.

### Ведучі тренінгу
Тренінгові фасилітатори активно використовуються в освіті дорослих . Ці фасилітатори не завжди є експертами з тематики, що вивчаються, тому намагаються використати наявні знання учасника(ів), а потім спростити ним освітній процес, виявивши та узгодивши прогалини в знаннях. базових поняттях освіти дорослих: закріплюють наявні знання учасників, доповнюють і, найголовніше, актуалізують опорні знання учасників. Роль фасилітатора в такому випадку відрізняється від ролі тренера (викладача) з навчального предмету. Така особа візьме на себе роль лідера, який дотримуючись обраної навчальної програми, інтенсивно формуватиме професійні компетентності учасників з конкретної галузі знань чи тематики для набуття у них певних практичних навичок.

## Навички
Щоб бути гарним фасилітатором, потрібно мати достатньо сформовані професійні компетентності з ефективної практичної організації проведення зустрічей та обговорень: дотримання часу, узгодженого порядку денного та ведення чіткого запису. Навички вищого порядку включають спостереження за групою та її окремими особами у контексті групової динаміки. Крім того, фасилітаторам також потрібні розвинені уміння слухання, включаючи вміння перефразувати; структурувати розмову; залучати людей тощо (Kaner, et al., 1996). Важливо, щоб фасилітатор був обізнаний з тематикою обговорення, аби сприяти професійному ходу обговорення.
Успішний фасилітатор втілює повагу до інших і уважне усвідомлення різноплановості поглядів учасників соціальної групи .
У випадку, якщо консенсусу не вдається досягти, фасилітатор допоможе групі зрозуміти відмінності в поглядах між учасниками.
Фасилітаторам також потрібне добре розуміння процесів — як забезпечити групове прийняття рішень, структурувати плани для відповідних результатів, розв'язувати проблеми тощо.

## Асоціації та організації
Міжнародна асоціація фасилітаторів (IAF) була заснована в 1994 році для просування та підтримки фасилітації як професії. IAF підтримує програму сертифікації професійних фасилітаторів. Перелік компетентностей сертифікованих професійних фасилітаторів представлено на веб-сайті IAF. Серед ключових компетентностей: (1) Направляти стосунки з клієнтами для співпраці; (2) Планувати відповідні групові процеси; (3) Створювати та розвивати середовище участі; (4) Скеровувати групу до запланованих та корисних результатів обговорення; (5) Формувати та підтримувати професійні знання; (6) Модель позитивного професійного ставлення.
Міжнародний інститут фасилітації (INIFAC) був заснований у 2003 році для підтримки та просування програми сертифікації фасилітаторів за програмою Certified Master Facilitator. Компетентності сертифікованого фасилітатора можна знайти на веб-сайті INIFAC.